# Marc Ellis

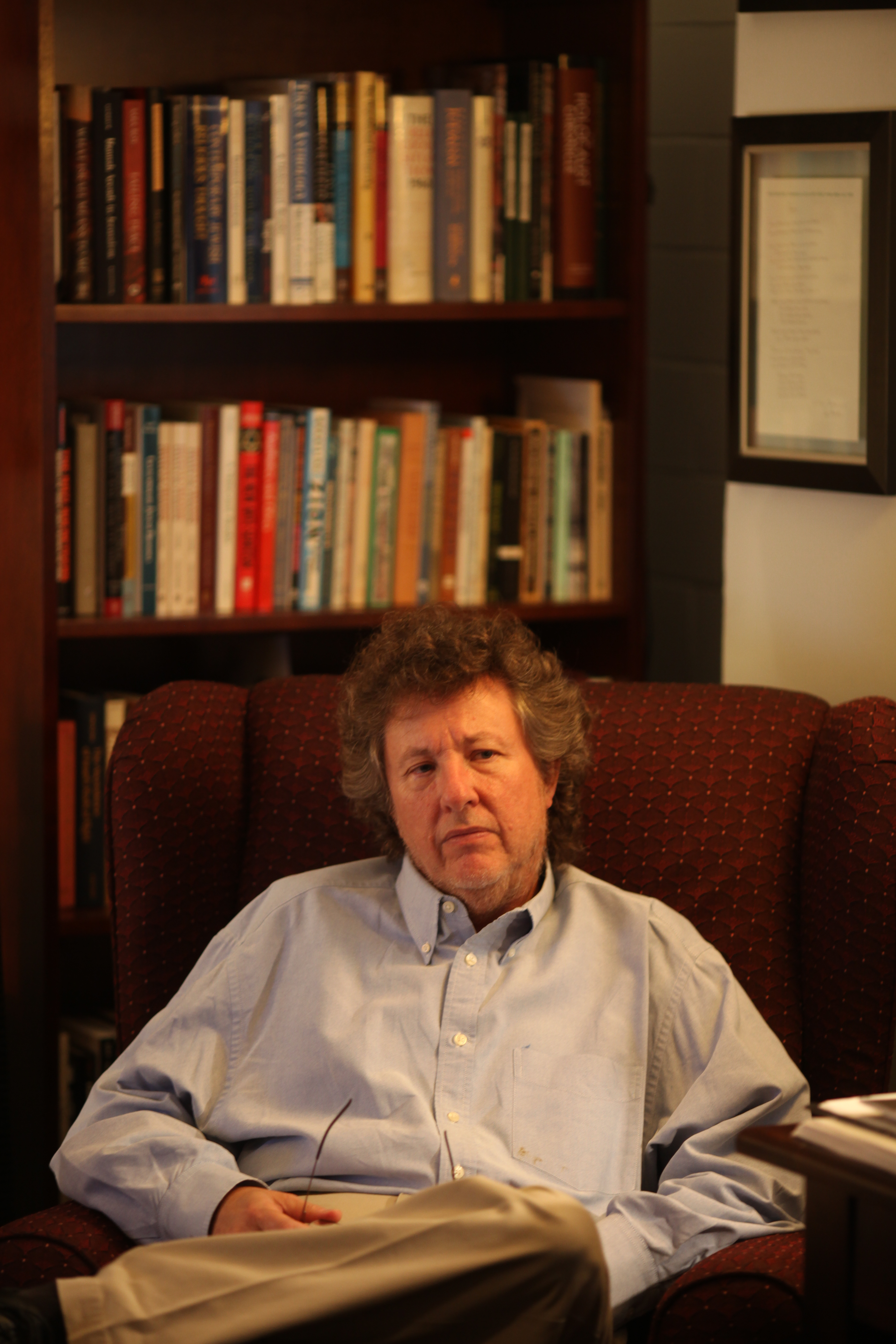
Marc Ellis

Marc H. Ellis (North Miami Beach, 1952) is een Amerikaanse filosoof en theoloog, die als hoogleraar joodse studies en geschiedenis en als directeur van het Centrum voor Joodse Studies aan de Baylor University in de Verenigde Staten naam maakte als joods representant van de bevrijdingstheologie en criticus van het zionisme en de staat Israël. Hij is momenteel gastprofessor aan diverse internationale universiteiten, waaronder de United Nations University for Peace in Costa Rica.

## Biografie
Ellis onderhield in de VS goede betrekkingen met de progressieve Catholic Worker beweging. Hij was van 1974-1975 lid van deze beweging. Hij schreef een autobiografisch boek (1997) Unholy Alliance, over religie en wreedheid in onze tijd. 
Ellis behaalde zijn BA en MA graden in de Religie Studies en Amerikaanse Studies aan de Florida State University, waar hij studeerde bij Richard Rubenstein en William Miller. In 1980 ontving hij zijn doctoraat in de hedendaagse Amerikaanse Sociale en Religieuze Denken aan de Marquette University. Hij werd vervolgens lid van de faculteit van de Maryknoll School of Theology in Maryknoll, New York, en directeur van het MA programma aan het Maryknoll Institute for Justice en Vrede. In 1988 werd Marc Ellis hoogleraar in en bleef op Maryknoll tot 1995. 
Hij was werkzaam aan het Harvard Centrum voor de Studie van Wereldgodsdiensten en aan het Centrum voor Midden-Oosten Studies en werkte ook als gasthoogleraar aan de Florida State University.
In 1998 werd Marc Ellis benoemd tot hoogleraar in de Amerikaanse en Joodse Studies aan de Baylor University. In 1999 richtte hij aan de Baylor University het Centrum voor Amerikaanse en Joodse Studies op. In 2006 werd het centrum omgedoopt tot het Center for Jewish Studies. 
Zijn publicaties betreffen vooral het het hedendaagse jodendom, joodse bevrijdingstheologie, Joods-Arabische relaties, en studies over gerechtigheid en vrede.
Ellis nam afscheid van Baylor University in 2012 en is momenteel gasthoogleraar aan verschillende internationale universiteiten, zoals de University for Peace in Costa Rica die werkt met een VN mandaat.

#### Conflict met Christelijk Rechts
Vanwege zijn joodse kritiek op de christelijke Israëltheologie (Landtheologie) na Auschwitz en het christen-zionisme kwam Marc Ellis de laatste jaren voor zijn vertrek uit Baylor steeds meer onder vuur te liggen. Degene die hem uit zijn functie wilde hebben was de president van de Baylor University Ken Starr, spraakmakend advocaat van Christelijk Rechts binnen de Republikeinse Partij die in de Lewinsky affaire de juridische campagne leidde om president Clinton ten val te brengen.
De katholieke theologe Rosemary Radford Ruether is voor Ellis in de bres gesprongen, alsmede George McGovern, Noam Chomsky, Edward Said, Susannah Heschel, Elliot Dorff, Mark Braverman en Desmond Tutu. Zij steunden een petitie ten gunste van Marc Ellis die o.m. werd overgenomen door de Nederlandse sectie van Kairos Palestina.

## Enkele theologische opvattingen

#### Auschwitz geen vingerwijzing van G'd
Ellis is het oneens met de theologie na Auschwitz, waarin de Shoah beschouwd werd als een unieke catastrofe die alléén joden kon overkomen en daarom hen mogelijk opnieuw zal overkomen. Het jodendom is volgens Ellis daardoor zijn 'ethische kompas' voor de rest van de wereld kwijtgeraakt. In navolging van Abraham Joshua Heschel ziet Ellis in de Shoah ook niet een vingerwijzer Gods of een aanmoediging van G'd om het zionisme te volgen, maar legt hij de verantwoordelijkheid voor deze genocide volledig in handen van de mensen die G'ds geboden hebben overtreden. Ellis verschilt hiermee van de antizonistische vertegenwoordigers van het Charedisch jodendom zoals Joel Teitelbaum, die de Holocaust als een straf van G'd voor het zionisme en het joodse secularisme beschouwde en van de religieuze zionist Jehudah Kook die er juist een aanwijzing van G'd in zag, dat het volk moest terugkeren naar het land Israël.

#### Kritiek op joodse terugval in de idolatrie
Volgens Ellis rekenen veel joden na Auschwitz zich tot het politieke kamp die de joodse staat als het belangrijkste doel van het jodendom zijn gaan beschouwen. Hij noemt ze ‘Constantijnse joden’, een verwijzing naar keizer Constantijn onder wiens bewind de christenen zich de staatsmacht gingen toe-eigenen. Politiek-theologisch gaat het volgens Ellis hier om een verbond van religieuze en niet-religieuze zionisten, voor wie de staat Israël het enige alternatief is geworden voor de zwijgende, machteloze God van Auschwitz. Volgens Ellis heeft de Godsvraag na Auschwitz onder deze joden geleid tot een terugval in de idolatrie: het beeld van de staat is belangrijker geworden dan de Eeuwige G'd zelf. Door aan ‘Auschwitz’ een exclusieve gebiedende stem te geven met betrekking tot de veiligheid van de staat, vreest Ellis dat ze de staat Israël ten slotte zullen laten uitkomen op een weg die eindigt in het uitoefenen van 'macht omwille van de macht'. Ook dat is in zijn ogen een kenmerk van idolatrie.

#### De slachtoffers van de christelijke én van de joodse verlossing
Ellis vindt de klacht van de joden dat ze moesten lijden onder de christelijke verlossing volkomen correct, maar hij vindt dat joodse Israëli zichzelf daarom wel de vraag moeten stellen waarom Palestijnen nu onder de ‘joodse verlossing’ moeten lijden, i.c. de staat Israël. Christenen die daar geen bezwaar tegen maken, zijn volgens hem op een dwaalspoor gekomen. Ellis vindt dat het jodendom heel anders zou moeten omgaan met de Shoah, namelijk door het innemen van een ferme houding ten aanzien van alle onderdrukking, racisme en genocide, wáár ook ter wereld, maar om te beginnen kritisch op zichzelf moet zijn waar het gaat om de onderdrukking van de Palestijnen.

#### Het 'profetische' als essentie van de joodse traditie
Ellis kiest niet voor ‘het Land’ en zeker niet de staat, maar voor ‘het profetische’ als essentie van de joodse religie. Het bracht hem in een polemiek met de rabbijn Irving Greenberg, die de betekenis van ‘het profetische’ in de joodse religie juist wel minder belangrijk vindt, omdat die traditie vooral eigen zou zijn aan de ‘voorbije’ rabbijnse periode tussen het jaar 70 tot het ontstaan van de staat Israël. Ellis voert hiertegen aan dat profeten juist opstonden wanneer het volk zich ín het Land bevond.
Ellis koestert als zijn ‘profetische’ verwachting: een moment van hoop en verlichting, waarop alsnog een weg wordt ingeslagen naar een gefaseerde integratie van de verschillende joodse en Arabische bevolkingsgroepen in het Land op basis van hun volkomen civiele gelijkheid.